# Bonifacia Rodríguez Castro
Bonifacia Rodríguez de Castro (Salamanca, 6 de junio de 1837 – Zamora, 8 de agosto de 1905) fue una religiosa española, fundadora de la Congregación de las Siervas de San José, junto con Francisco Javier Butiñá. Fue canonizada por el papa Benedicto XVI el 23 de octubre de 2011.

## Biografía

### Origen y formación
Bonifacia Rodríguez de Castro era la hija de Juan Rodríguez y Natalia Castro, la mayor de seis hermanos. Tras los estudios primarios empezó a ser niñera, empezó a trabajar a los quince años debido a la muerte de su padre. De sus cinco hermanos solo sobrevivió , quien se casó en 8605. A partir de este momento Bonifacia junto con su madre se dedica a trabajar. Las dos se caracterizaron por llevar una vida piadosa, y debido a ello, formaron la Asociación de la Inmaculada y San José, llamada después Asociación Josefina, mediante la cual enseñaba a jóvenes sin recursos el oficio de cordonera.
Bonifacia se sintió llamada a la vida religiosa. Su devoción a dios todo poderoso hizo que fuera acariciando el proyecto de hacerse dominica en el convento salmantino de Santa María de Dueñas. Pero un acontecimiento de trascendental importancia va a cambiar el rumbo de su vida, el encuentro con el jesuita catalán Francisco que llega a Salamanca en octubre de 1870 con una gran inquietud apostólica hacia el mundo de los trabajadores manuales.
Bonifacia se pone bajo la dirección espiritual de Francisco. A través de ella, el religioso jesuita entra en contacto con las chicas que frecuentaban su taller, la mayor parte también trabajadoras manuales. Al ver el trabajo que podía realizar con ellas, sintiéndose inspirado por el Espiritu Santo, Butiña pensó en la fundación de una nueva congregación femenina, orientada a la prevención de la mujer trabajadora, valiéndose de aquellas mujeres trabajadoras.

### Siervas de San José
Bonifacia confió a Butinyà  su decisión de hacerse dominica, pero él le propuso fundar juntamente la Congregación de Siervas de San José, a lo que Bonifacia accede con docilidad. Con otras seis chicas de la Asociación Josefina, entre ellas su madre, da inicio en Salamanca, en su propio taller, a la vida de comunidad el 10 de enero de 1874, momento muy conflictivo en la vida política de España.

### Vicisitudes

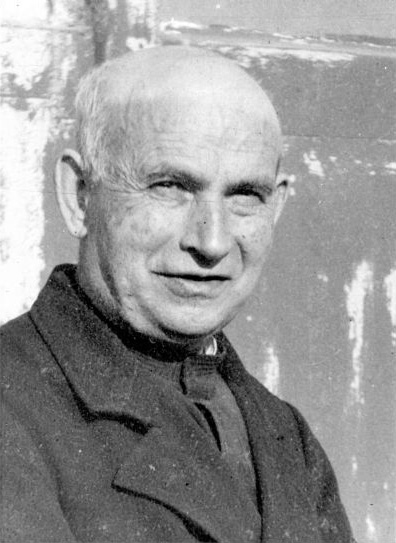
Butiña), fue director espiritual de Bonifacia Rodríguez. Juntos fundaron la congregación de las Siervas de San José.

A los tres meses de la fundación, Francisco Butinyà es desterrado de España con sus compañeros jesuitas y el 16 de enero de 1875 el obispo colaborador en el proyecto y quien dio la aprobación diocesana del instituto, fue trasladado a la sede de Barcelona. Bonifacia se ve sola al frente del Instituto a tan solo un año de su nacimiento.
Aprovechando un viaje de Bonifacia a Gerona en 1882, efectuado para establecer la unión con otras casas de las Siervas de San José que Francisco Butiña había fundado en Cataluña a su vuelta del destierro (más tarde se convertirán en la Congregación Religiosa Hijas de San José), otras miembros de la Congregación promueven su destitución como superiora y orientadora de las Siervas. Entonces Bonifacia propone al obispo de Salamanca, Narciso Martínez Izquierdo, que le permita fundar de una nueva comunidad en Zamora. Con el permiso de los obispos de Zamora y de Salamanca, Bonifacia junto a su madre parte hacia Zamora el 25 de julio de 1883.
Durante su estancia en Zamora, la casa de Salamanca se desentiende de Bonifacia llegando a modificar la constitución original, e incluso el 1 de julio de 901, cuando el Papa León XIII concede la aprobación pontificia a las Siervas de San José fue excluida de ella la casa de Zamora. Bonifacia acude a Salamanca para limar asperezas y las religiosas le niegan el recibimiento.

### Fallecimiento y rehabilitación
Bonifacia murió en Zamora el 8 de agosto de 1905 y fue sepultada en el cementerio de San Atilano. El rechazo de sus hermanas la dejó prácticamente en el olvido, incluso arrancaron sus firmas de los documentos fundacionales conservados en la casa de Salamanca.
La casa de Zamora, no se incorporó a la congregación, sino hasta el 23 de enero de 1907, con ello se ponía fin a la división de la congregación. Pero solo en 1941 fue cuando se le reconoció a Bonifacia el título de fundadora, y se inició un proceso de rehabilitación de su memoria, para hacer justicia a la historia de los orígenes del instituto.

## Culto
Aunque el rechazo de Bonifacia Rodríguez por parte de las Siervas de San José durante los primeros años causó casi el olvido de su obra dentro de la Congregación, con el tiempo su memoria se recuperó. El 8 de junio de 1954, a raíz de la solicitud del consejo general de las Siervas de San José, se abrió en Zamora el proceso de Canonización.
El 1 de julio de 2000 el Papa Juan Pablo II promulgó el decreto sobre las virtudes heroicas de Bonifacia, y el 20 de diciembre de 2002 se reconocía como milagrosa la curación de una chica ocurrida en Barcelona.
El 9 de noviembre de 2003 Bonifacia Rodríguez fue beatificada por Juan Pablo II, estableciendo como su día festivo el 6 de junio.
El 27 de marzo de 2010, Benedicto XVI autorizó su canonización que se llevó a cabo el 23 de octubre de 2011.
Sus restos mortales fueron exhumados y trasladados a la capilla del Colegio de las Siervas de San José, en Salamanca.
Santa Bonifacia es patrona de la Congregación de las Siervas de San José y en 2015, dicho instituto y la Conferencia Episcopal Española, pidieron a la Santa Sede, que sea declarada patrona de la mujer trabajadora.